# Gudrun Hausch
Gudrun Bettina Hausch (ur. 23 sierpnia 1969 w Tybindze) – niemiecka judoczka. Olimpijka z Barcelony 1992, gdzie zajęła osiemnaste miejsce w wadze lekkiej.
Siódma na mistrzostwach świata w 1991. Startowała w Pucharze Świata w latach 1989–1992. Wicemistrzyni Europy w 1990 i trzecia w 1991 roku.

## Letnie Igrzyska Olimpijskie 1992
| Konkurencja | Rundy eliminacyjne  | Klas. końcowa |
| Konkurencja | 1/32                | Miejsce       |
| ----------- | ------------------- | ------------- |
| 56 kg       | Barbara Eck (AUT) P | 18.           |